# Левшин, Борис Венедиктович
Бори́с Венеди́ктович Левши́н (1926—2012) — советский и российский историк науки, учёный-архивист, директор Архива АН СССР/ РАН (1963—2003). Доктор исторических наук, профессор.

## Биография
Родился в семье землеустроителя и учительницы. В 1951 году окончил Московский историко-архивный институт.
В 1951—2003 годах — сотрудник Архива АН СССР/ РАН: учёный секретарь, руководитель Московского отделения Архива АН с 1956 года, в 1963—2003 годах — директор Архива, советник РАН с 2003 года. Одновременно преподавал на факультете архивного дела в Московском историко-архивном институте.
В 1964 году защитил кандидатскую диссертацию «Академия наук СССР и её вклад в оборону и народное хозяйство страны в годы Великой Отечественной войны (1941—1945 гг.)», в 1984 году — докторскую «Мобилизация научного потенциала Советского государства и вклад ученых в разгром фашистских агрессоров. 1941—1945 гг.».
Являлся председателем Центральной экспертно-проверочной комиссии АН СССР, членом Научного совета Главного архивного управления при Совете министров СССР, учёного совета ВНИИ документоведения и архивного дела, бюро Археографической комиссии АН СССР, членом редколлегии журнала «Вопросы истории», членом редколлегии серий: «Научное наследство», «Ученые СССР», «Научно-биографическая литература», ученым секретарем экспертной комиссии АН СССР по приобретению у частных лиц рукописей, архивов, художественных произведений и коллекций.
Является автором более 150 научных работ по истории российской науки и культуры, архивоведению, археографии и источниковедению.
Похоронен в Москве на Хованском кладбище.